# Gunung Segama
Gunung Segama är ett berg i Indonesien.   Det ligger i provinsen Aceh, i den västra delen av landet, 1 500 km nordväst om huvudstaden Jakarta. Toppen på Gunung Segama är 1 965 meter över havet, eller 127 meter över den omgivande terrängen. Bredden vid basen är 0,67 km.
Terrängen runt Gunung Segama är bergig söderut, men norrut är den kuperad. Gunung Segama är den högsta punkten i trakten. Runt Gunung Segama är det glesbefolkat, med 15 invånare per kvadratkilometer. Det finns inga samhällen i närheten. I omgivningarna runt Gunung Segama växer i huvudsak städsegrön lövskog.